# Poveglia
Poveglia kis méretű sziget Olaszországban, Velence közelében. Jelenleg teljesen üres és elhagyatott, mivel a középkor idején ide száműzték a pestisben szenvedő betegeket. A sziget végül több mint 200 000 beteg ember lakhelyévé vált, akik ott is haltak meg.

## Története
A szigetet először 421-ben említik az oklevelek, amikor is a rómaiak erre a helyre menekültek a barbárok elől. 1379-ben Velencét a genovai flotta támadta meg: ekkor a sziget lakosait kitelepítették. 1776-tól Povegliát karanténállomásként használták, minden embert, akit a pestis megfertőzött, a szigetre szállították és az ott felépített városban szállásoltak el. Becslések szerint több mint 200 ezer ember halt meg a szigeten. A járvány lezajlása után már senki sem akart a szigetre települni, a város templomtornyát világítótoronnyá alakították át és ekkor épült a kórház is. Hamarosan újabb pestisjárvány tört ki. A kórházat 1814-ben zárták be. 
1922-ben egy olasz ideggyógyász elmegyógyintézetet nyitott a szigeten. Az idekerült betegekkel igencsak kegyetlenül bánt, emberkísérleteket végzett rajtuk. Teljesen értelmetlen és veszélyes műtéteket hajtott végre. Az intézetet 1968-ban felszámolták, de a szigetet és épületeit úgy hagyták, így most is pont olyan, mint a kórház bezárásakor. 
A szigetre a belépés jelenleg is tilos, az olasz rendőrség őrzi. Korábban egy wellness szállodát akartak Poveglián nyitni, de végül elvetették az erről szóló terveket. Csak engedéllyel látogatható!

## Fordítás
Ez a szócikk részben vagy egészben  a   Poveglia című angol Wikipédia-szócikk ezen változatának fordításán alapul.  Az eredeti cikk szerkesztőit annak laptörténete sorolja fel. Ez a jelzés csupán a megfogalmazás eredetét és a szerzői jogokat jelzi, nem szolgál a cikkben szereplő információk forrásmegjelöléseként.